# Veribubo albula
Veribubo albula är en tvåvingeart som beskrevs av Zaitzev 1998. Veribubo albula ingår i släktet Veribubo och familjen svävflugor. Inga underarter finns listade i Catalogue of Life.